# Eutropia Galeria Valeria
Eutropia Galeria Valeria (Szíria, 252 – Mediolanum, 342) szíriai görög család gyermeke. Apja Flavius Gordianus, anyja Claudia, II. Claudius Gothicus leánya vagy unokahúga. Testvére Flavius Eutropius. 270-ben feleségül ment Flavius Afranius Hannibalianushoz, egy egyszerű római tiszthez. Három gyermekük született, Flavia Maximiana Theodora, Dalmatius és Afranius.
A tiszt környezetében megismerkedett a vele együtt szolgáló Marcus Maximianusszal és 280 körül Maximianus felesége lett. Válásának körülményei nem ismertek, de a férjváltásra még Maximianus augustusszá emelése előtt került sor és Hannibalianus a legmagasabb udvari méltóságba emelkedett. Maximianustól további két gyermeke született, Fausta Flavia Maxima és Marcus Aurelius Maxentius. Maximianus örökbe fogadta az előző házasságból származó Theodorát és feleségül adta uralkodótársához, Constantius Chlorushoz, valamint annak fiához saját leányát, Faustát adta hozzá.
Az idős Maximianust 310/311-ben veje, Constantinus kivégeztette, öngyilkosságnak álcázva az akasztást. Ezután Maxentius ellen vonult, és feltehetőleg Eutropia is Rómában élt ekkoriban fia mellett. Constantinus legyőzte Maxentiust, majd megszégyenítésképp levágott fejét lándzsára tűzve körülhordozták a városon. Eutropia ekkor nyilvánosan megtagadta, hogy Maxentius a fia lett volna, valószínűleg saját és leánya – Constantinus felesége, Fausta – életét féltette, mert ezzel a lépésével azt ismerte el, hogy Constantinus jogszerűen, egy trónbitorló ellen lépett fel, nem Maximianus jogos örökösével és saját családtagjával szemben.
Az események hatására Palesztinába költözött, ahol hamarosan keresztény lett. Több legendás történet maradt fenn róla, ahogyan a pogány kultuszgyakorlások ellen fellépett. Magas kort ért meg, 325 után, egyes vélemények szerint 342-ben, körülbelül 90 évesen hunyt el.